# Lamont Cranston Band
Lamont Cranston Band, ou também The Lamont Cranston Blues Band, é uma banda de blues estado-unidense criada na metade dos anos 60.

## Formação atual
- Pat "Lamont" Hayes - guitarra, harmonica e vocal
- Ted Larsen - guitarra
- Greg Shuck - bateria
- Jesse Petrowski - baixo
- Brian Risling - saxofone

## Discografia
- 2001: Lamont Live!!
- 1999: Tiger in your Tank (reedição de 1988)
- 1997: Roll with me
- 1996: Reissue of 1991's Lamont Cranston Blues Band (reedição de 1991)
- 1994: Rock-awhile - The early Years, 1975-1978
- 1993: Upper Mississippi Shakedown - The Best of Lamont Cranston Band
- 1991: The Lamont Cranston Band (participação especial: Pat Hayes)
- 1988: Tiger in your Tank
- 1986: A Measure of Time
- 1984: Last Call
- 1981: Shakedown
- 1981: Bar Wars
- 1980: Up from the Alley
- 1978: El-Cee-Notes
- 1977: Specials-Lit
- 1976: Lamont Cranston Band